# 重原由佳
重原 由佳（しげはら ゆか、1984年8月2日 - ）は、TBSテレビの報道記者。
山口県出身。国際基督教大学教養学部社会科学科を卒業後、2008年にTBSテレビに報道記者として入社。

## 現在の出演番組
- ひるおび!
- THE NEWS
- THE世界遺産

## 過去の出演番組
- みのもんたの朝ズバッ!
- はなまるマーケット
- 情報7days ニュースキャスター - トピック担当[1]。
- サンデーモーニング - ディレクター